# Domnișoara de onoare (film)
Domnișoara de onoare (titlul original: în franceză La Demoiselle d'honneur) este un film dramatic franco-italo-german, realizat în 2004 de regizorul Claude Chabrol, după romanul omonim al scriitoarei Ruth Rendell publicat în 1989, protagoniști fiind actorii Benoît Magimel, Laura Smet, Aurore Clément și Bernard Le Coq.

## Rezumat
Philippe are peste 20 de ani și lucrează ca reprezentant de vânzări într-o suburbie din Nantes. Locuiește cu mama sa văduvă și cu cele două surori mai mici, pe care le întreține financiar și moral. În timp ce o fată din cartier dispare fără urmă, Philippe o întâlnește pe domnișoara de onoare Senta, care era verișoară a mirelui, la nunta surorii sale Sophie. Figura ei îi amintește de un bust de piatră îndrăgit din grădina lui de acasă, pe care îl păstrează în secret în camera lui.
Chiar în ziua primei lor întâlniri, Philippe este vizitat de Senta. Ei ajung să se culce împreună. Senta îl vede pe Philippe ca fiind destinul ei și crede că dragostea lor este predestinată. Îl duce acasă la ea, într-un apartament la subsol în casa aproape goală a mătușii ei, dansatoare de tango. Deși Philippe îi întoarce dragostea, poveștile Sentei îl irită, unele dintre ele le respinge drept vise aiurite. Ea susține că este actriță de teatru și film, că a călătorit în țări îndepărtate și că a lucrat ca dansatoare go-go sau fotomodel. Senta se ofensează repede când Philippe pune la îndoială una dintre poveștile ei și îl ignoră pentru o perioadă scurtă de timp.
Philippe începe să-și neglijeze munca și decide să afle mai multe despre trecutul lui Senta. Află că ea era originară din Islanda și că mama ei a murit în timpul nașterii. Când Senta îi cere să omoare pe cineva ca dovadă supremă a iubirii față de ea, Philipp ezită. Dar când citește în ziar despre uciderea unui vagabond care locuia în fața casei lui Senta, își asumă crima. A doua zi dimineață, Senta l-a anunțat și ea ca drept dovadă a iubirii sale, l-a înjunghiase pe Gérard Courtois, iubitul infidel al mamei sale, cu un pumnal de sticlă venețiană. Philippe verifică afirmația lui Senta, dar este ușurat să-l găsească pe bărbat în viață.
Când o avansare în cariera sa stă în fața lui, Philippe visează la un viitor împreună cu Senta. Îi face cadou bustul drag și cere să îi devină soție. Cu toate acestea, când sora lui mai mică este arestată pentru furt, Philippe află de la inspectorul șef că vărul lui Courtois a fost găsit înjunghiat. El decide să se despartă de Senta tocmai înainte să-l întâlnească într-un parc pe vagabondul, despre care se credea că este mort. Astfel Philippe merge la Senta și îi mărturisește dragostea lui pentru ea. Apoi ea îi mărturisește de o crimă anterioară asupra unei rivale și îi prezintă trupul fetei dispărute, pe care l-a ținut ascuns într-un dulap. În timp ce casa este înconjurată de poliție, Philippe promite Sentei, că nu o va părăsi niciodată.

## Distribuție
- Benoît Magimel – Philippe Tardieu
- Laura Smet – Senta
- Aurore Clément – Christine
- Bernard Le Coq – Gérard
- Solène Bouton – Sophie
- Anna Mihalcea – Patricia Tardieu
- Michel Duchaussoy – vagabondul
- Suzanne Flon – dna. Crespin
- Eric Seigne – Jacky
- Pierre-François Duméniaud – Nadeau
- Philippe Duclos – căpitanul Dutreix
- Thomas Chabrol – locotenentul Laval
- Isolde Barth – Rita, mama lui Senta
- Brigitte Chamarande – dna. Soupin
- Jacqueline Cassard – dna. Bertillon
- Mazen Kiwan – Pablo
- Yohann Fourage – un polițist
- Chantal Banlier – casiera magazinului alimentar